# 关心教师联盟
关心教师联盟（英语：Alliance of Concerned Teachers）是菲律宾的一个左翼教师组织。该组织自2010年起参与菲律宾众议院选举。该组织的领袖是Antonio Tinio。该组织的总部位于奎松城。该组织的口号是“教师的真正声音”。该组织是新爱国联盟和人民爱国联盟的成员。